# Арнольд Класік
Спортивний фестиваль Арнольда (відомий як Арнольд Класік, англ. Arnold Strongman Classic) — щорічна багатопрофільна конвенція, яка бере початок з 1989 року і названа на честь Арнольда Шварцнеггера. Проходить в кінці лютого або на початку березня в місті Колумбус, штат Огайо, США.

## Загальна характеристика
Конкурс користується значним авторитетом серед бодібілдерів і порівнюється з чемпіонатом «Містер Олімпія». Він привертає значну увагу розмірами призів; зокрема, перший приз являє собою 100 тис. дол., автомобіль Хаммер і годинники Ролекс.
Чемпіонат включає три номінації для жінок: Ms International, Fitness International, Figure International. Також на конкурсі представлені багато інших видів спорту — гімнастика, боротьба, бойові єдиноборства, пауерліфтинг та ін. Під час конкурсу проводиться виставка-продаж Арнольд Експо, на якій представлена різноманітна продукція, пов'язана з бодібілдінгом.

## Переможці
| - Рік | ! Арнольд Класік   | Міс Інтернейшнл | Фітнес Інтернейшнл      | Фігура Інтернейшнл |
| ----- | ------------------ | --------------- | ----------------------- | ------------------ |
| 1989  | Річ Гаспарі        | Джекі Пейслі    |                         |                    |
| 1990  | Майк Ешлі          | Лаура Креаваль  |                         |                    |
| 1991  | Шон Рей            | Тоня Найт       |                         |                    |
| 1992  | Вінс Тейлор        | Аня Шрейнер     |                         |                    |
| 1993  | Флекс Уіллер       | Кім Чижевски    |                         |                    |
| 1994  | Кевін Леврон       | Лаура Креаваль  |                         |                    |
| 1995  | Майк Франсуа       | Лаура Креаваль  |                         |                    |
| 1996  | Кевін Леврон       | Кім Чижевски    |                         |                    |
| 1997  | Флекс Уіллер       | Йоланда Х'юз    | Керол Семпл-Марзетта    |                    |
| 1998  | Флекс Уіллер       | Йоланда Х'юз    | Сюзі Каррі              |                    |
| 1999  | Нассер Ель Сонбаті | Вікі Гейтс      | Сюзі Каррі              |                    |
| 2000  | Флекс Уіллер       | Вікі Гейтс      | Келлі Райан             |                    |
| 2001  | Ронні Коулмен      | Вікі Гейтс      | Дженні Ворт             |                    |
| 2002  | Джей Катлер        | Яксені Орікін   | Сюзі Каррі              |                    |
| 2003  | Джей Катлер        | Яксені Орікін   | Сюзі Каррі              | Дженні Лінн        |
| 2004  | Джей Катлер        | Іріс Кайл       | Адела Гарсія-Фрідманскі | Дженні Лінн        |
| 2005  | Декстер Джексон    | Яксені Орікін   | Джен Хендершот          | Дженні Лінн        |
| 2006  | Декстер Джексон    | Іріс Кайл       | Адела Гарсія            | Мері Елізабет Ладо |
| 2007  | Віктор Мартінес    | Іріс Кайл       | Кім Кляйн               | Мері Елізабет Ладо |
| 2008  | Декстер Джексон    | Яксені Орікін   | Кім Кляйн               | Джина Аліотті      |
| 2009  | Кай Грін           | Іріс Кайл       | Джен Хендершот          | Зивиль Родоньен    |
| 2010  | Кай Грін           | Іріс Кайл       | Адела Гарсія            | Ніколь Уілкінс-Лі  |
| 2011  | Бренч Воррен       |                 |                         |                    |
| 2012  | Бренч Воррен       |                 |                         |                    |
| 2013  | Декстер Джексон    |                 |                         |                    |
| 2014  | Денніс Вольф       |                 |                         |                    |
| 2015  | Декстер Джексон    |                 |                         |                    |
| 2016  | Кай Грін           |                 |                         |                    |
| 2017  | Седрик МакМиллан   |                 |                         |                    |
| 2018  | Уильям Бонак       |                 |                         |                    |
| 2019  | Брендон Каррі      |                 |                         |                    |
| 2020  | Уильям Бонак       |                 |                         |                    |
| 2021  | Нік Вокер          |                 |                         |                    |
| 2022  | Брендон Каррі      |                 |                         |                    |
| 2023  | Самсон Дауда       |                 |                         |                    |
| 2024  | Хаді Чупан         |                 |                         |                    |

## Україна на Арнольд Класік
На сьогоднішній день 4 українських професіонали брали участь у змаганнях стронґменів Арнольд Класік. Ними були:
- Василь Вірастюк — 6 місце (2004), 2 місце (2005, 2006, 2007), 10 місце (2010, травма).
- Олександр Пеканов — 5 місце (2007), 8 місце (2008), 9 місце (2009).
- Костянтин Ільїн — 8 місце (2010)
- Сергій Романчук — 9 місце (2011).

В змаганнях стронґменів Арнольд Класік Європа брав участь лише один українець:
- Костянтин Ільїн — 9 місце (2012).

Олексій Новіков — 5 місце (2020)
У змаганнях стронґменів серед аматорів на Арнольд Класік брав участь один українець:
- Олександр Лашин — 9 місце (2011)